# Vertical Kilometer World Circuit
Le Vertical Kilometer World Circuit est une compétition internationale de kilomètre vertical qui a été organisée chaque année entre 2017 et 2019 par la fédération internationale de skyrunning. Cette série connaît une fin prématurée en 2020 lorsque l'organisateur, SkyMan SA, décide de l'annuler en début d'année,.

## Règlement
Le calcul des points est identique dans les catégories féminines et masculines. Le score final d'un athlète cumule ses cinq meilleurs résultats de la saison. Les 20 premiers de chaque course obtiennent des points. Un barème de base est appliqué et trois courses attribuent un bonus de points de 50 % par rapport à ce barème de référence : Santana Vertical Kilometer, Olympus Vertical et la Verticale du Grand Serre. Un total de 10 000 € de dotation est attribué à la fin de la saison aux trois premiers des classements hommes et femmes. Cette dotation est de 2 500 € au premier, 1 500 € au second et 1 000 € au troisième. Les barèmes et dotations sont identiques à ceux de l'année précédente.
| Classement                | 1er | 2e  | 3e  | 4e | 5e | 6e | 7e | 8e | 9e | 10e | 11e | 12e | 13e | 14e | 15e | 16e | 17e | 18e | 19e | 20e |
| ------------------------- | --- | --- | --- | -- | -- | -- | -- | -- | -- | --- | --- | --- | --- | --- | --- | --- | --- | --- | --- | --- |
| Points                    | 100 | 80  | 70  | 60 | 54 | 48 | 42 | 36 | 30 | 26  | 22  | 18  | 16  | 14  | 12  | 10  | 8   | 6   | 4   | 2   |
| Points avec bonus de 50 % | 150 | 120 | 105 | 90 | 81 | 72 | 63 | 54 | 45 | 39  | 33  | 27  | 24  | 21  | 18  | 15  | 12  | 9   | 6   | 3   |

## Palmarès
| Édition | Année | Hommes               | Femmes           |
| ------- | ----- | -------------------- | ---------------- |
| 1re     | 2017  | Stian Angermund-Vik  | Laura Orgué      |
| 2e      | 2018  | Rémi Bonnet          | Christel Dewalle |
| 3e      | 2019  | Daniel Osanz Laborda | Jessica Pardin   |